# Scottish Premier League 2004-2005
La Scottish Premier League 2004-2005 (denominata per ragioni di sponsorizzazione Bank of Scotland Scottish Premier League) è stata la 108ª edizione della massima serie del campionato scozzese di calcio, disputato tra il 7 agosto 2004 e il 17 aprile 2005 e concluso con la vittoria dei Rangers, al suo cinquantunesimo titolo.
Capocannoniere del torneo è stato John Hartson (Celtic) con 25 reti.

## Stagione

### Novità
L'Inverness, trionfatore della Scottish First Division 2003-2004 fece il suo esordio in Premier League rimpiazzando il retrocesso Partick Thistle.

### Formula
La stagione era divisa in due fasi: nella prima fase le dodici squadre partecipanti si incontrarono tra di loro per tre volte, per un totale di 33 incontri per squadra. Nella seconda fase venivano disputate le poule per il titolo e quelle per la retrocessione: alla poule per il titolo partecipavano le prime sei classificate, alla poule retrocessione le ultime sei; veniva conservato il punteggio della prima fase; in questa seconda fase le sei squadre di ogni girone incontrarono le altre in gare di sola andata per un totale di cinque ulteriori incontri.
Al termine della stagione la squadra ultima classificata retrocedeva.

## Squadre partecipanti
| Club        | Stagione | Città       | Stadio             | Stagione precedente                           |
| ----------- | -------- | ----------- | ------------------ | --------------------------------------------- |
| Aberdeen    | dettagli | Aberdeen    | Pittodrie Stadium  | 11º posto in Scottish Premier League          |
| Celtic      | dettagli | Glasgow     | Celtic Park        | 1º posto in Scottish Premier League           |
| Dundee      | dettagli | Dundee      | Dens Park          | 7º posto in Scottish Premier League           |
| Dundee Utd  | dettagli | Dundee      | Tannadice Park     | 5º posto in Scottish Premier League           |
| Dunfermline | dettagli | Dunfermline | East End Park      | 4º posto in Scottish Premier League           |
| Hearts      | dettagli | Edimburgo   | Tynecastle Stadium | 3º posto in Scottish Premier League           |
| Hibernian   | dettagli | Edimburgo   | Easter Road        | 8º posto in Scottish Premier League           |
| Inverness   | dettagli | Inverness   | Caledonian Stadium | 1º posto in Scottish First Division, promosso |
| Kilmarnock  | dettagli | Kilmarnock  | Rugby Park         | 10º posto in Scottish Premier League          |
| Livingston  | dettagli | Livingston  | Almondvale Stadium | 9º posto in Scottish Premier League           |
| Motherwell  | dettagli | Motherwell  | Fir Park           | 6º posto in Scottish Premier League           |
| Rangers     | dettagli | Glasgow     | Ibrox Stadium      | 2º posto in Scottish Premier League           |

## Stagione regolare

### Classifica finale
Fonte:
|  | Pos. | Squadra     | Pt | G  | V  | N  | P  | GF | GS | DR  |
|  | ---- | ----------- | -- | -- | -- | -- | -- | -- | -- | --- |
|  | 1.   | Celtic      | 83 | 33 | 27 | 2  | 4  | 77 | 28 | +49 |
|  | 2.   | Rangers     | 81 | 33 | 25 | 6  | 2  | 67 | 17 | +50 |
|  | 3.   | Hibernian   | 56 | 33 | 17 | 5  | 11 | 56 | 49 | +7  |
|  | 4.   | Aberdeen    | 52 | 33 | 15 | 7  | 11 | 38 | 33 | +5  |
|  | 5.   | Hearts      | 48 | 33 | 13 | 9  | 11 | 39 | 33 | +6  |
|  | 6.   | Motherwell  | 43 | 33 | 12 | 7  | 14 | 41 | 41 | +0  |
|  | 7.   | Inverness   | 42 | 33 | 11 | 9  | 13 | 39 | 42 | -3  |
|  | 8.   | Kilmarnock  | 36 | 33 | 11 | 3  | 19 | 39 | 53 | -14 |
|  | 9.   | Dundee      | 31 | 33 | 8  | 7  | 18 | 34 | 61 | -27 |
|  | 10.  | Dundee Utd  | 28 | 33 | 6  | 10 | 17 | 36 | 55 | -19 |
|  | 11.  | Dunfermline | 27 | 33 | 6  | 9  | 18 | 28 | 54 | -26 |
|  | 12.  | Livingston  | 27 | 33 | 7  | 6  | 20 | 29 | 57 | -28 |

Legenda:
      Ammesse alla poule per il titolo
      Ammesse alla poule salvezza
Regolamento:
Tre punti a vittoria, uno a pareggio, zero a sconfitta.
A parità di punti, le posizioni in classifica venivano determinate sulla base della differenza reti.

## Poule per il titolo/salvezza

### Classifica finale
Fonte:
|       | Pos. | Squadra     | Pt | G  | V  | N  | P  | GF | GS | DR  |
| ----- | ---- | ----------- | -- | -- | -- | -- | -- | -- | -- | --- |
|       | 1.   | Rangers     | 93 | 38 | 29 | 6  | 3  | 78 | 22 | +56 |
|       | 2.   | Celtic      | 92 | 38 | 30 | 2  | 6  | 85 | 35 | +50 |
|       | 3.   | Hibernian   | 61 | 38 | 18 | 7  | 13 | 64 | 57 | +7  |
|       | 4.   | Aberdeen    | 61 | 38 | 18 | 7  | 13 | 44 | 39 | +5  |
|       | 5.   | Hearts      | 50 | 38 | 13 | 11 | 14 | 43 | 41 | +2  |
|       | 6.   | Motherwell  | 48 | 38 | 13 | 9  | 16 | 46 | 49 | -3  |
|       |      |             |    |    |    |    |    |    |    |     |
|       | 7.   | Kilmarnock  | 49 | 38 | 15 | 4  | 19 | 49 | 55 | -6  |
|       | 8.   | Inverness   | 44 | 38 | 11 | 11 | 16 | 41 | 47 | -6  |
| [ 4 ] | 9.   | Dundee Utd  | 36 | 38 | 8  | 12 | 18 | 41 | 59 | -18 |
|       | 10.  | Livingston  | 35 | 38 | 9  | 8  | 21 | 34 | 61 | -27 |
|       | 11.  | Dunfermline | 34 | 38 | 8  | 10 | 20 | 34 | 60 | -26 |
|       | 12.  | Dundee      | 33 | 38 | 8  | 9  | 21 | 37 | 71 | -34 |

Legenda:
      Campione di Scozia e qualificata al terzo turno preliminare della UEFA Champions League 2005-2006.
      Qualificata al secondo turno preliminare della UEFA Champions League 2005-2006.
      Qualificata al primo turno della Coppa UEFA 2005-2006.
      Qualificata al secondo turno di qualificazione della Coppa UEFA 2005-2006.
      Retrocessa in Scottish First Division 2005-2006.
Regolamento:
Tre punti a vittoria, uno a pareggio, zero a sconfitta.
A parità di punti, le posizioni in classifica venivano determinate sulla base della differenza reti.

## Statistiche

### Squadre

#### Capoliste solitarie
|    | ——     | ——     | ——     | ——     | ——     | ——     | ——     | ——     | ——     | ——     | ——     | ——     | ——     | ——     | ——  | ——     | ——     | ——     | ——     | ——     | ——     | ——     | ——     | ——     | ——  | ——  | ——     | ——     | ——     | ——  | ——     | ——     | ——     | ——     | ——     | ——     | ——  | —— |  |
|    | Celtic | Celtic | Celtic | Celtic | Celtic | Celtic | Celtic | Celtic | Celtic | Celtic | Celtic | Celtic | Celtic | Celtic | Ran | Celtic | Celtic | Celtic | Celtic | Celtic | Celtic | Celtic | Celtic | Celtic |     |     | Celtic | Celtic | Celtic | Ran | Celtic | Celtic | Celtic | Celtic | Celtic | Celtic | Ran |    |  |
|    |        |        |        |        |        |        |        |        |        |        |        |        |        |        |     |        |        |        |        |        |        |        |        |        |     |     |        |        |        |     |        |        |        |        |        |        |     |    |  |
|    |        |        |        |        |        |        |        |        |        |        |        |        |        |        |     |        |        |        |        |        |        |        |        |        |     |     |        |        |        |     |        |        |        |        |        |        |     |    |  |
| 1ª | 2ª     | 3ª     | 4ª     | 5ª     | 6ª     | 7ª     | 8ª     | 9ª     | 10ª    | 11ª    | 12ª    | 13ª    | 14ª    | 15ª    | 16ª | 17ª    | 18ª    | 19ª    | 20ª    | 21ª    | 22ª    | 23ª    | 24ª    | 25ª    | 26ª | 27ª | 28ª    | 29ª    | 30ª    | 31ª | 32ª    | 33ª    | 34ª    | 35ª    | 36ª    | 37ª    | 38ª |    |  |

### Individuali

#### Classifica marcatori
Fonte:
| Gol |  |  | Giocatore              | Squadra    |
| --- |  |  | ---------------------- | ---------- |
| 25  |  |  | John Hartson           | Celtic     |
| 20  |  |  | Derek Riordan          | Hibernian  |
| 19  |  |  | Nacho Novo             | Rangers    |
| 18  |  |  | Dado Pršo              | Rangers    |
| 17  |  |  | Kris Boyd              | Kilmarnock |
| 15  |  |  | Scott McDonald         | Motherwell |
| 14  |  |  | Garry O'Connor         | Hibernian  |
| 12  |  |  | Steve Lovell           | Dundee     |
| 12  |  |  | Christopher Roy Sutton | Celtic     |
| 12  |  |  | Darren Mackie          | Aberdeen   |
| 11  |  |  | Stilijan Petrov        | Celtic     |
| 11  |  |  | Paul Hartley           | Hearts     |

#### Giocatore del mese
Di seguito i vincitori.
| Mese      | Giocatore              | Squadra    |
| --------- | ---------------------- | ---------- |
| Agosto    | Alan Thompson          | Celtic     |
| Settembre | Scott McDonald         | Motherwell |
| Ottobre   | Fernando Ricksen       | Rangers    |
| Novembre  | Nacho Novo             | Rangers    |
| Dicembre  | Aiden McGeady          | Celtic     |
| Gennaio   | Christopher Roy Sutton | Celtic     |
| Febbraio  | Dado Pršo              | Rangers    |
| Marzo     | Craig Bellamy          | Celtic     |
| Aprile    | Burton O'Brien         | Livingston |
| Maggio    | Dado Pršo              | Rangers    |

### Media spettatori
Fonte:
| Club        | Pos. | Media  |
| ----------- | ---- | ------ |
| Celtic      | 1    | 57 906 |
| Rangers     | 2    | 48 676 |
| Aberdeen    | 3    | 13 576 |
| Hibernian   | 4    | 12 541 |
| Hearts      | 5    | 12 219 |
| Dundee Utd  | 6    | 8 210  |
| Motherwell  | 7    | 6 960  |
| Dundee      | 8    | 6 879  |
| Dunfermline | 9    | 6 192  |
| Kilmarnock  | 10   | 5 930  |
| Livingston  | 11   | 5 157  |
| Inverness   | 12   | 4 067  |